# Низами Арузи Самарканди
Низами́ Арузи́ Самарканди́ (перс. نظامی عروضی سمرقندی‎; XI век, Самарканд — XII век, Хорезм) — персидский поэт и писатель XII века.

## Биография
Низами Арузи родился в Самарканде. Точные даты его жизни неизвестны. Вероятно, он родился в последней четверти XI века. Его полное имя Абу-ль-Хасан Ахмад ибн Умар ибн Али (перс. ابو الحسن احمد بن عمر بن على‎), он взял себе почётное прозвище Наджм ад-Дин (или Низам ад-Дин) и псевдоним (тахаллус) Низами. Чтобы отличать его от прочих Низами (в первую очередь от Низами Гянджеви), его стали также именовать Арузи — «просодист».
Большая часть скудных сведений о его жизни известна из его труда под названием «Собрание редкостей», которая позднее стала известна как «Четыре беседы». В 504 году хиджры (1110/1111 год) он занимался собиранием сведений о Рудаки в своём родном Самарканде. В 506 г. х. (1112/1113 год) он побывал в Балхе, где на званом ужине встретил Омара Хайяма и Музаффара Асфизари. В 509 г. х. (1115/1116 год) Низами Арузи посетил Герат, а на следующий год отправился в лагерь сельджукского султана Ахмада Санджара возле Туса, где встретил поэта Амира Муиззи. Муиззи подверг испытанию поэтический талант Низами и проявил к нему благосклонность. Во время этого путешествия он посетил могилу Фирдоуси в Тусе и в тот же год отправился в Нишапур, где, по-видимому, провёл следующие 5 лет. В Нишапуре он услышал от Муиззи рассказ о Фирдоуси и Махмуде Газневи. В 530 г. х. (1135/1136 год) он вновь побывал в Нишапуре, где обнаружил могилу Омара Хайяма покрытую лепестками у стены в одном из садов. В 547 г. х. (1152/1153 год) он был вместе с гуридским султаном Ала ад-Дином, когда его войско потерпело поражение от Ахмада Санджара возле Герата. Некоторое время после этого Низами Арузи был вынужден скрываться в Герате.
По собственному утверждению, Низами Арузи был учеником Омара Хайяма. Также своим учителем он называет Абу Джафара ибн Мухаммада Абу Саада. Доулатшах Самарканди причисляет его к числу учеников Амира Муиззи, вероятно, на основе утверждений самого Низами о встрече с поэтом в 510 г. х. (1116/1117 год). За исключением Долуатшаха и Кятиба Челеби, ни в одном из более поздних источников нет дополнительной информации о биографии Низами Арузи. Челеби в «Кашф аз-зунуне» ошибочно приписал ему авторство «Виса и Рамина», который на самом деле написан Фахраддином Гургани. «Четыре беседы» являются единственным сохранившимся его произведением, стихотворения Низами Арузи, по-видимому, не представляли особой художественной ценности и до наших дней дошли лишь короткие отрывки.
Известно о том, что у него была дочь, родившаяся 12 июля 1116 года. Согласно Хамдаллаху Казвини, Хасан Низами, автор первой официальной истории Делийского султаната под названием «Тадж-уль-маасир» был сыном Низами Арузи.

## Литературное наследие
«Собрание редкостей» (مجمع‌ النوادر) Низами Арузи, которое затем стало известно как «Четыре беседы» (چهار مقاله), состоит из четырёх рассуждений («бесед») о четырёх различных предметах. Этот прозаический труд на персидском языке был написан в период между 550—552 годами хиджры (1155—1157 годы). Автор посвятил его принцу Абу-ль-Хасану Хусам ад-Дину Али из династии правителей Гура (Шансабаниды). К моменту написания «Четырёх бесед» Низами Арузи был на службе у этой династии на протяжении 45 лет.
Из текста произведения становится ясно, что автор мастерски владел прозой на персидском языке, обладал глубоким познанием о философских концепциях, был сведущ в астрономии и медицине, а также проявлял учёный интерес к биографиям авторов и библиографии. Ценность «Четырёх бесед» в том, что в ней содержатся сведения об исторических событиях и эпизодах из жизни известных учёных и литераторов. Так, историк Ибн Исфандийар позаимствовал из труда Низами Арузи сообщение о Махмуде Газневи и Фирдоуси и включил в свою «Историю Табаристана». Такие поздние авторы, как Хамдаллах Казвини, Доулатшах Самарканди, Гаффари Казвини и др. также опирались на сведения из «Четырёх бесед».
Благодаря своей популярности труд Низами Арузи был множество раз издан в Иране и др. странах. Первое критическое издание текста было подготовлено Мохаммадом Казвини и издано с его предисловием и примечаниями в Каире в 1327 году хиджры (1909/1910 год). Издание М. Казвини было пересмотрено Мухаммадом Муином (при участии других исследователей) и опубликовано с дополнительными комментариями, примечаниями, глоссарием и алфавитным указателем в Тегеране в 1957 году.
«Четыре беседы» были переведены на язык урду (Мавлави Ахмад Хасан Сахиб Сивани с персидским текстом и глоссарием в Дели, дата неизвестна), арабский (араб. المقالات الأربع‎, Абд аль-Ваххаб Аззам и Яхья Кашшаб в 1949 году в Каире), английский (Э. Г. Браун в «Журнале Королевского азиатского общества» в июле—октябре 1899 года и отдельным изданием в 1899 году в Хартфорде), французский (фр. Les quatre discours, Изабель де Гастин на основе текста М. Муина в 1968 году в Париже), русский («Собрание редкостей, или Четыре беседы», С. И. Баевский и З. Н. Ворожейкина с предисловием и глоссарием в 1963 году в Москве). Э. Г. Браун позднее пересмотрел свой перевод и издал его в 1919 году вместе с сокращённым переводом примечаний М. Казвини (переиздано в 1921 году в Лондоне под заголовком Revised translation of the Chahár Maqála (Four Discourses) of Niẓámí-i ʿArúḍí of Samarqand, followed by an abridged translation of Mírzá Muḥammad’s Notes to the Persian text). Абдюльбаки Гёльпынарлы перевёл четвёртую «беседу» о медицине и врачах на турецкий язык (тур. Tib ilmi ve meşhur hekimlerin mahareti) и издал вместе с кратким изложением Сюхейля Энвера на французском языке в 1936 году в Стамбуле. Глава об искусстве врачевания также была отдельно издана на русском языке в антологии «Восточная новелла» (сост. З. Н. Ворожейкина и О. Л. Фишман) в 1963 году в Москве.